# Daan Luijkx
Daan Luijkx (St. Willebrord, 19 april 1966) richtte in 2000 H&L Accountants & Belastingadviseurs op. Hij was van 2009 tot en met 2013 eigenaar van STL-Pro Cycling bv/Vacansoleil-DCM Pro Cycling Team. Naast zijn huidige werkzaamheden als accountant is hij ook actief als vastgoedontwikkelaar.

## Biografie
Daan Luijkx is geboren en getogen in wielerdorp St. Willebrord. Luijkx is een zoon van politicus, bestuurder en ondernemer Tinus Luijkx en Jo Valentijn. Zijn grootvader Marinus Valentijn werd in de jaren 30 tweemaal Nederlands kampioen wielrennen. In 1935 was hij de eerste Nederlander die deelnam aan de Ronde van Spanje. Hij werd tiende. De jonge Luijkx trainde op jonge leeftijd al met de bekende profs uit de buurt en viel bij de nieuwelingen en junioren op als klimmer. 
Na zijn deelname aan het door Tom Cordes gewonnen WK junioren in 1984 wist Luijkx ook bij de amateurs op heuvelachtig terrein te presteren. Dit leverde hem als 21-jarige in 1987 een profcontract op bij S.E.F.B waar hij onder meer ploeggenoot was van Johan Bruyneel en Yves Bonnamour.
In 1989 maakte Luijkx de overstap naar TVM. Voor de ploeg van Cees Priem reed Luijkx onder meer de Ronde van Italië aan de zijde van Phil Anderson en Johan van der Velde. De op dat moment 24-jarige Luijkx eindigde die Giro als 76e.
Daan Luijkx als renner
- 1987 SEFB
- 1988 SEFB
- 1989 TVM
- 1990 TVM

## Opleiding
Na zijn profcarrière ging Luijkx aan de slag als vertegenwoordiger in de tweewielerbranche. Tegelijkertijd studeerde hij bedrijfseconomie aan de HEAO in Breda. Na zijn studie bedrijfseconomie ging Luijkx werken bij Ernst & Young in Breda. Aan de HEAO rondde hij in totaal drie studies af, behaalde hij een master bedrijfseconomie aan de Erasmus universiteit (1999) en werd hij uiteindelijk ook nog accountant. 

## Loopbaan
Op 1 januari 2000 startte Luijkx met mede-oprichter Han Hoendervangers een eigen accountantskantoor onder de naam Hoendervangers & Luijkx Accountants en Belastingadviseurs. In de afgelopen jaren zijn daar enkele partners bijgekomen. Het bedrijf heeft 45 werknemers en is gevestigd in Etten-Leur. H&L Accountants en Belastingadviseurs heeft klanten in heel Nederland en is daarnaast gespecialiseerd in het adviseren en begeleiden van tweewielerwinkels. 
Naast zijn werkzaamheden als partner bij H&L Accountants en Belastingadviseurs is Daan Luijkx actief als ontwikkelaar van vastgoed.

## Vacansoleil Pro Cycling Team
In 2004 kwam het wielerbacil weer boven bij Luijkx en werd hij voorzitter van wielervereniging Willebrord Wil Vooruit. In 2005 begon hij met een semi-professioneel team gelieerd aan de vereniging met Fondas als hoofdsponsor. Dit team groeide uit tot een van de toonaangevende opleidingsploegen in Nederland en kende haar hoogtepunt in 2008 onder de naam P3transfer Batavus. 
Doordat een grote groep vrijwilligers jarenlang alle vrije tijd staken in de vereniging en het team stelde Luijkx een doel voor 2009. Het continentale team moest een stap vooruitzetten naar Pro Continental en daar moest een sponsor voor worden gevonden. Halverwege 2008 kwam deze sponsor in de hoedanigheid van Vacansoleil. 
In 2009 werd Luijkx eigenaar van dit wielerteam, dat met DCM in 2011 een tweede naamgever kreeg en toetrad tot de UCI ProTour. Aan het eind van 2013 hield het team op te bestaan, omdat zowel Vacansoleil als DCM hun sponsordoelstellingen hadden behaald.
Daan Luijkx als eigenaar/bestuurder
- 2005 Fondas – Imabo
- 2006 Fondas – P3transfer
- 2007 P3transfer – Fondas
- 2008 P3transfer – Batavus
- 2009 Vacansoleil Pro Cycling Team
- 2010 Vacansoleil Pro Cycling Team
- 2011 Vacansoleil-DCM Pro Cycling Team
- 2012 Vacansoleil-DCM Pro Cycling Team
- 2013 Vacansoleil-DCM Pro Cycling Team

## Privé
Daan Luijkx is gehuwd met Eva Luijkx-Koedoot, zij is mede-eigenaresse van Dynamico fysiotherapie en Training. Daan Luijkx heeft drie kinderen: zoons Sander en Thimo en dochter Julie. 